# Langues tama

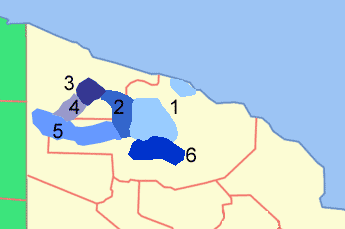

Les langues tama (ou langues sepik tama) sont une famille de langues papoues parlées en Papouasie-Nouvelle-Guinée, dans le nord-ouest du pays.

## Classification
Hammarström, Haspelmath, Forkel et Bank incluent les langues tama dans l'ensemble formé par la famille des langues sepik.

## Liste des langues
Les langues tama sont :
- groupe des langues mayo-pasi 
  - yessan-mayo
  - sous-groupe yimin-bel
    - ayi
    - kalou
    - pasi
- groupe des langues mehek-pahi 
  - mehek
  - pahi

## Sources
- (en) Malcolm Ross, 2005, Pronouns as a preliminary diagnostic for grouping Papuan languages, dans Andrew Pawley, Robert Attenborough, Robin Hide, Jack Golson (éditeurs) Papuan pasts: cultural, linguistic and biological histories of Papuan-speaking peoples, Canberra, Pacific Linguistics. pp. 15–66.